# Darina Victry
Darina Victry, de son vrai nom Darina Jeanne Elandi Mballa, née le 29 mars 2002 à Yaoundé, est une auteure-compositrice-interprète camerounaise. Elle est l'auteure de la chanson Laisse moi t'aimer sortie en 2019 et considérée comme le tube de l'année 2020 dans de nombreux pays d'Afrique francophone. La vidéo de la chanson cumule plus de 40 millions de vues sur Youtube en moins de deux ans. Un record pour une artiste camerounaise.

## Biographie

### Enfance et débuts
Darina Victry est née le 29 mars 2002. Elle est l’ainée d’une famille de deux enfants. Née de parents originaires de la région du sud, elle grandit dans la ville de Yaoundé. Son père musicien lui transmet, dès sa tendre enfance, sa passion pour la musique. Elle intègre très jeune la chorale de l'église familiale et participe à une compétition nationale de jeunes talents intitulée Challenge vacances qu'elle remporte en 2017 .

### Carrière
En 2019, alors qu'elle est étudiante en communication d’entreprise, Darina Victry est repérée par le comédien Moustik le karismatik qui l'entend chanter et voit en elle le potentiel d'une artiste prometteuse. Il lui propose de rejoindre son label Moustik’Air. En décembre de la même année, elle accompagne le comédien sur la scène de la nuit du rire à Douala. C'est sa toute première scène. 
La chanson Laisse moi t'aimer sort le 3 novembre 2019 sous le label Moustikair. Elle est d'abord publiée sous forme de vidéo lyrics. La vidéo dépasse rapidement le million de vues. Le clip officiel de la chanson est publié le 22 février 2020. La chanson connait un énorme succès et est nommée dans 4 catégories aux Balafon Music Awards en 2020 et dans deux catégories aux Canal 2'Or 2021.
La chanson Laisse moi t'aimer raconte l’histoire d’une jeune femme qui a trouvé le parfait amour et déclare son amour à son amoureux le jour de leur mariage. La chanson devient très vite l'hymne des mariages partout au Cameroun et en Afrique francophone. La chanson atteint 30 millions de vues sur Youtube en avril 2021, puis 40 millions en septembre 2021. 
En mai 2021, elle se sépare du Label Mousitk'air et signe sous le label indépendant Red Line Records fondé par Moussa Soumbounou. 
En 2022, elle marque son retour sur le marché discographique avec un second single intitulé Doudou Chou.
En Novembre 2023, l'artiste revient avec la chanson Validé  sous son nouveau label RCG Company. Elle apparait ensuite en featuring en Janvier 2024 dans la chanson de sa collègue du même label l'artiste Yvi Atia en featuring avec Phillbill et le rappeur Zemiro ayant pour titre Ça vient de chez nous.
Le mois d'avril 2025 marque la sortie de son tout premier EP musical de neuf titres sous le titre Vie-Three  produit par RCG Company et distribué par Virgin Music Africa. Cet EP comporte trois featuring avec les artistes de renom Locko, Goulam, et Cysoul. 

## Discographie
- 2019: Laisse moi t'aimer
- 2021: Doudou chou
- 2023: Validé
- 2024: Aucun regret
- 2025:  Vie-Three EP de 9 titres : 
  1. Nouveau départ
  2. Ma raison
  3. Pour toi
  4. Feeling Feat Locko
  5. Tôt ou tard
  6. Avec toi Feat Goulam
  7. Senorita
  8. Follow you Feat Cysoul
  9. Engongol

### Collaborations
- 2020: Amour et Espoir de Nabila
- 2022: Lenda de Longue Longue ft Tzy Panchak et Shura
- 2022: Emilie de Longue Longue ft Boy Tag
- 2023: Ça vient de chez nous de Yvi Atia ft Phillbill et Zemiro
- 2025: Feeling Feat Locko
- 2025:Avec toi Feat Goulam
- 2025: Follow you Feat Cysoul

## Prix et récompenses

### Balafon Music Awards
- 2020: Révélation féminine de l’année
- 2020: Voix Féminine de l’année
- 2020: Chanson de l’année

### Canal 2'Or
- 2021: Meilleure Performance Digitale Musique[18].